# Фишер, Игнят
Игнят Фишер (хорв. Ignjat Fischer; 18 июня 1870, Загреб, Транслейтания — 19 января 1948, Загреб) — хорватский архитектор, спроектировавший первые в Хорватии здания в стиле модерна и ар-деко.

## Биография
Игнят Фишер родился в июне 1870 года в Загребе. При рождении он получил имя Натан, которое сменил на имя Игнят только в возрасте 27 лет. Среднее образование он получил в одной из реальных гимназий своего родного города, после чего отправился в Вену, где в течение 1888/89 учебного года посещал курсы по изготовлению бумаги в Технологическо-ремесленном музее.
В Вене Фишер решил получить архитектурное образование. Проведя несколько лет за университетской скамьёй в Вене и Праге, он в начале 1897 года, совместно с чешским архитектором Антонином Грубым, основал в Загребе строительно-техническое бюро. За два года совместной работы Фишер и Грубый успели создать несколько проектов домов для проживавших в хорватской столице врачей и фармацевтов, в числе которых был дом доктора Ойгена Радо на углу улиц Тренкова и Штросмайера, ставший первым в Хорватии зданием в стиле модерна.
В феврале 1899 года бюро было ликвидировано, после чего Фишер начал самостоятельную карьеру архитектора. Несколько лет он занимался публицистической деятельностью на страницах вестника Общества инженеров и архитекторов, пока в 1906 году не вернулся на архитектурное поприще, создав проект здания «Мебельной фабрики Ботэ и Эрманна» и приступив к изучению больничных зданий Германии и Австро-Венгрии в рамках подготовки к созданию чертежей больницы в загребском районе Шалата. В 1908 году, во время работы над проектом новой больницы для города Пакрац, к Фишеру обратились представители одного из загребских акционерных обществ с просьбой спроектировать в Загребе здание санатория доктора Роко Йоковича (ныне Загребская детская больница). Построенное за год по чертежам Фишера двухэтажное здание подковообразной планировки отвечало всем современным требованиям к медучреждениям и вмещало в себя 24 палаты, три операционных, физиотерапевтический и рентген-кабинет.
Следующим знаменательным для Фишера годом стал 1911. В этом году благодаря ему в хорватской столице появился целый ряд примечательных сооружений, среди которых были: первый в Загребе кинотеатр (ныне Театр Керемпуха), первое и единственное в Хорватии здание масонской ложи, в которой состоял и сам Фишер и памятник «Источник жизни» на Площади Республики в Загребе, создателем которого являлся знаменитый хорватский скульптор Иван Мештрович, а Фишер выступил лишь в качестве инициатора воплощения гипсового слепка в камне и его установки на городской площади.

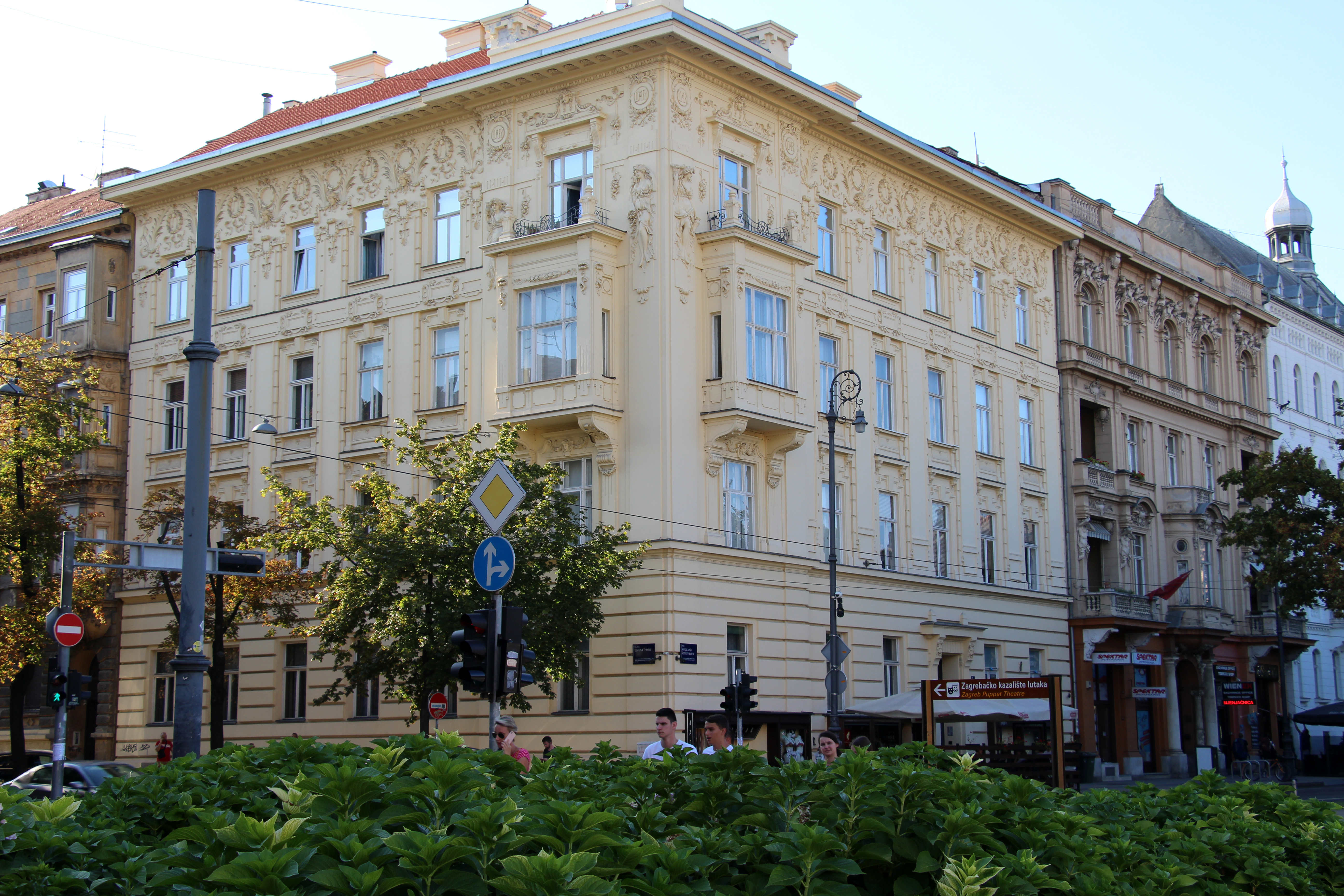
Дом Ойгена Радо — первое в Хорватии здание в стиле модерна

В 1923 году, сразу по окончании проектирования для Загребского хора первого в Хорватии здания в стиле ар-деко, Фишер основал собственное архитектурное бюро, особенностью которого стало свойственное предприятиям других загребских архитекторов, большое число привлечённых молодых специалистов без опыта, среди которых были: Бела Ауэр, Звонимир Врклян, Милован Ковачевич, Славко Лёви, Звонимир Пожгай, Зоя Непенина и Фране Цота. В соавторстве с этими начинающими архитекторами Игнят Фишер в период с 1923 по 1932 год создал целый ряд проектов зданий для хорватской столицы.